# West End Girls
West End Girls è un singolo del gruppo musicale britannico Pet Shop Boys, pubblicato il 9 aprile 1984.
Scritta da Neil Tennant e Chris Lowe, il brano venne prodotto da Bobby Orlando ed è fortemente influenzato da sonorità hip hop e synth pop. Il testo fu scritto da Tennant sotto ispirazione del poema di T.S. Eliot, intitolato The Waste Land. Il singolo, nella sua seconda versione, fu il primo successo mondiale dei Pet Shop Boys (conquistando la prima posizione sia in madrepatria che in molte altre nazioni).
Il 25 ottobre 1985 venne ripubblicato come primo estratto dall'album di debutto Please, sotto la supervisione del produttore Stephen Hague.
West End Girls vendette oltre 1,5 milioni di copie in tutto il mondo.

## Antefatti
Neil Tennant, editore della rivista pop Smash Hits, e Chris Lowe, uno studente di architettura, si incontrarono in un negozio di materiale elettronico a Londra nell'agosto 1981, e divennero subito amici; iniziarono a scrivere e registrare canzoni assieme. Nel 1983, Tennant ebbe l'occasione di intervistare il produttore Bobby Orlando, il quale dopo aver sentito alcune registrazioni demo del duo, si offrì di divenire loro produttore.
Nel 1984, i Pet Shop Boys registrarono tre canzoni negli studio di Orlando (gli Unique Studios di New York): West End Girls, Opportunities (Let's Make Lots of Money) e One More Chance. Orlando, assieme a Lowe, si occupò della musica e degli strumenti musicali dei brani (in West End Girls Lowe suonò sia gli accordi che i bassi della canzone). Orlando fu entusiasta di West End Girls, in quanto dichiarò di essere rimasto "elettrizzato dall'idea di realizzare una canzone rap cantata in accento inglese".
Nell'aprile del 1984 West End Girls fu pubblicata sotto l'etichetta di Orlando, divenendo una hit nei club di Los Angeles e San Francisco, e una hit in altre nazioni europee (Francia e Belgio in particolar modo). Nella prima apparizione televisiva dei Pet Shop Boys, in una TV belga, il duo effettuò una performance di tale versione. Nonostante questo piccolo successo, il brano venne completamente ignorato nel Regno Unito.
Nel marzo 1985, dopo una lunga trattativa, i Pet Shop Boys decisero di interrompere la loro collaborazione con Orlando e, per mezzo del loro manager Tom Watkins, firmarono un contratto discografico con la EMI. La canzone venne ri-prodotta dal produttore statunitense Stephen Hague, il quale contemporaneamente stava curando la produzione dell'album di debutto del duo, Please. Nell'ottobre 1985 West End Girls venne ripubblicata come singolo (con annesso anche il videoclip, il primo del duo).

## Descrizione
West End Girls è un brano synthpop caratterizzato anche da forti sonorità hip hop. Interamente scritta da Tennant e Lowe, il brano si avvale di una linea di bassi molto dinamica, quasi "ossessiva" che viene accompagnata da accordi elettronici. Il testo, scritto interamente da Tennant, venne composto da quest'ultimo durante una serata a casa di suo cugino a Nottingham, durante la quale i due stavano vedendo un film gangster. Poco prima di andare a dormire, Tennant scrisse l'introduzione del brano: "Sometimes you're better off dead, there's a gun in your hand and it's pointing at your head".
Il testo fu ispirato dal poema di T.S. Eliot, The Waste Land, in particolare per l'uso di una voce quasi narrante e arcana. La canzone si incentra principalmente sulle pressioni della città, introducendo il concetto di 'ansia dell'esistenza e nervoso urbano'.

## Accoglienza
West End Girls, anche in virtù del suo successo, fu acclamata dai critici: Stephen Thomas Erlewine di AllMusic, in un suo commento, definì la canzone come "ipnotica...non un comune singolo dance ma come un classico del pop". In una sua analisi sulla discografia dei Pet Shop Boys, Rob Hoerburger della rivista Rolling Stone dichiarò che West End Girls fu "il motivo più orecchiabile delle radio nel 1986, grazie alle sue melodie". Nel 2006 Michael Hubbard, critico di musicOMH, disse che West End Girls fu una delle canzoni che "sono capaci di rendere una collezione mai noiosa o superflua", aggiungendo poi che "Tennant e Lowe dovrebbero essere considerati tesori nazionali".
Nitsuh Abebe di Pitchfork, analizzando l'intera discografia dei Pet Shop Boys, commentò che "l'interpretazione di Tennant è a dir poco degna di nota, capace di interpretare i testi non come una star ma come una persona di cui ci fidiamo". La critica Jamie Gill, sempre analizzando la discografia del duo, disse che West End Girls è "tutt'oggi un brano moderno, che non passerà mai di moda".

## Video musicale
Il video fu il primo che i Pet Shop Boys girarono, nonché il primo diretto da Eric Watson (il quale diresse il video insieme a Andy Morahan) e presenta una struttura semplice, ovvero il gruppo mentre gira per Londra. Fra i luoghi in cui appaiono i Pet Shop Boys vi sono Wentworth Street in Petticoat Lane Market, una porta di garage rossa, la metropolitana di Londra e una hall di un centro commerciale.. I Pet Shop Boys posarono anche a South Bank sulle rive del fiume Tamigi, con il Palazzo del parlamento sullo sfondo.
Il videoclip fu nominato agli MTV Music Awards del 1986 nella categoria "miglior video", premio poi vinto dal videoclip di Take on Me.

## Tracce

### Edizione del 1984
7" (Belgio, Regno Unito)
- Lato A

1. West End Girls (Nouvelle Version) – 4:10

- Lato B

1. Theme for Pet Shop Boys – 5:10

12" (Regno Unito)
- Lato A

1. West End Girls (Extended Mix) – 7:50

- Lato B

1. Theme for Pet Shop Boys – 5:10

7" (Canada)
- Lato A

1. West End Girls (Original 7" Version) – 4:14

- Lato B

1. West End Girls (Original 7" Version) – 4:14

7" (Germania)
- Lato A

1. West End Girls (Nouvelle Version Edit) – 3:21

- Lato B

1. Theme for Pet Shop Boys (Edit) – 3:26

### Edizione del 1985
12"
- Lato A

1. West End Girls – 3:55

- Lato B

1. A Man Could Get Arrested (7" Version) – 4:50

10" - Edizione limitata
- Lato A

1. West End Girls (10" Mix) – 7:05

- Lato B

1. A Man Could Get Arrested (Bobby Orlando Version) – 4:18

12"
- Lato A

1. West End Girls (Dance Mix) – 6:31

- Lato B

1. A Man Could Get Arrested (12" Version) – 4:09
2. West End Girls – 3:55

12" - The Shep Pettibone Mastermix
- Lato A

1. West End Girls (The Shep Pettibone Mastermix) – 8:09

- Lato B

1. West End Dub – 9:31
2. A Man Could Get Arrested (12" Version) – 4:09

## Successo commerciale
La prima versione di West End Girls, realizzata nell'aprile 1984, nonostante raccolse successo in club statunitensi e alcune nazioni europee, nella classifica britannica non entrò neppure fra i primi 100. Ciò nonostante, in Belgio il brano si classificò alla posizione numero 3 (dopo il debutto avvenuto in 24ª posizione).
Dopo il contratto con la EMI i Pet Shop Boys dapprima pubblicarono come singolo la prima versione di Opportunities (Let's Make Lots of Money) (anch'essa ignorata nel Regno Unito), per poi ripubblicare West End Girls come singolo nell'ottobre 1985, centrando la posizione Numero 1 (posizione mantenuta per due settimane).
Nel gennaio 1986, il brano venne certificato disco d'oro dalla BPI..
West End Girls fu anche il primo brano a conquistare la prima posizione negli Stati Uniti, inclusa la classifica dance americana.

## Classifiche
| Classifica (1984/86)                                    | Posizione massima |
| ------------------------------------------------------- | ----------------- |
| Australia                                               | 5                 |
| Austria                                                 | 5                 |
| Belgio                                                  | 3                 |
| Canada                                                  | 1                 |
| Francia                                                 | 76                |
| Germania                                                | 2                 |
| Irlanda                                                 | 2                 |
| Italia                                                  | 1                 |
| Norvegia                                                | 1                 |
| Nuova Zelanda                                           | 1                 |
| Paesi Bassi                                             | 3                 |
| Regno Unito                                             | 1                 |
| Spagna                                                  | 3                 |
| Stati Uniti                                             | 1                 |
| Stati Uniti (hot club/dance play)                       | 1                 |
| Stati Uniti (hot dance music/ maxi-singles sales chart) | 3                 |
| Sud Africa                                              | 1                 |
| Svezia                                                  | 2                 |
| Svizzera                                                | 2                 |

## Riconoscimenti
Il brano divenne un successo sia nel Regno Unito che in molte altre nazioni (inclusi gli Stati Uniti), dove conquistò la posizione Numero 1. Il successo si protrasse per oltre due anni, tanto che nei BRIT Awards del 1987 il brano vinse il premio "miglior singolo inglese"; il brano trionfò anche ai prestigiosi Ivor Novello Awards, dove vinse il premio "miglior Hit internazionale". 
Nel 2005, 20 anni dopo la sua pubblicazione, West End Girls fu onorata del premio "canzone del decennio fra gli anni 1985 e 1994", premio consegnato ai Pet Shop Boys dalla British Academy of Composers and Songwriters (l'accademia della musica inglese).

## Impatto culturale
Negli Stati Uniti, West End Girls conquistò la prima posizione della classifica rendendo il cantante Neil Tennant come il primo rapper bianco a conquistare la prima posizione. La rivista Q ha stilato una classifica dei 40 migliori brani degli anni ottanta, conferendo a West End Girls l'ottava posizione, superando brani di artisti come Madonna, Soft Cell e U2.
In seguito alla premiazione dei Pet Shop Boys ai BRIT Awards 2009, West End Girls rientrò addirittura in classifica. Nel luglio 2012 Popjustice stilò la sua classifica dei 200 singoli che vendettero di più in tutto il decennio degli anni ottanta, includendo anche West End Girls.
Alla cerimonia di chiusura dei giochi olimpici di Londra 2012, i Pet Shop Boys si sono esibiti con West End Girls, annoverata fra i grandi classici storici della musica britannica.
La canzone appare anche nel videogioco Grand Theft Auto V nella stazione radio Non-Stop-Pop FM.